# Dorcadion subcorpulentum
Dorcadion subcorpulentum là một loài bọ cánh cứng trong họ Cerambycidae.